# Ankerschmiedeturm

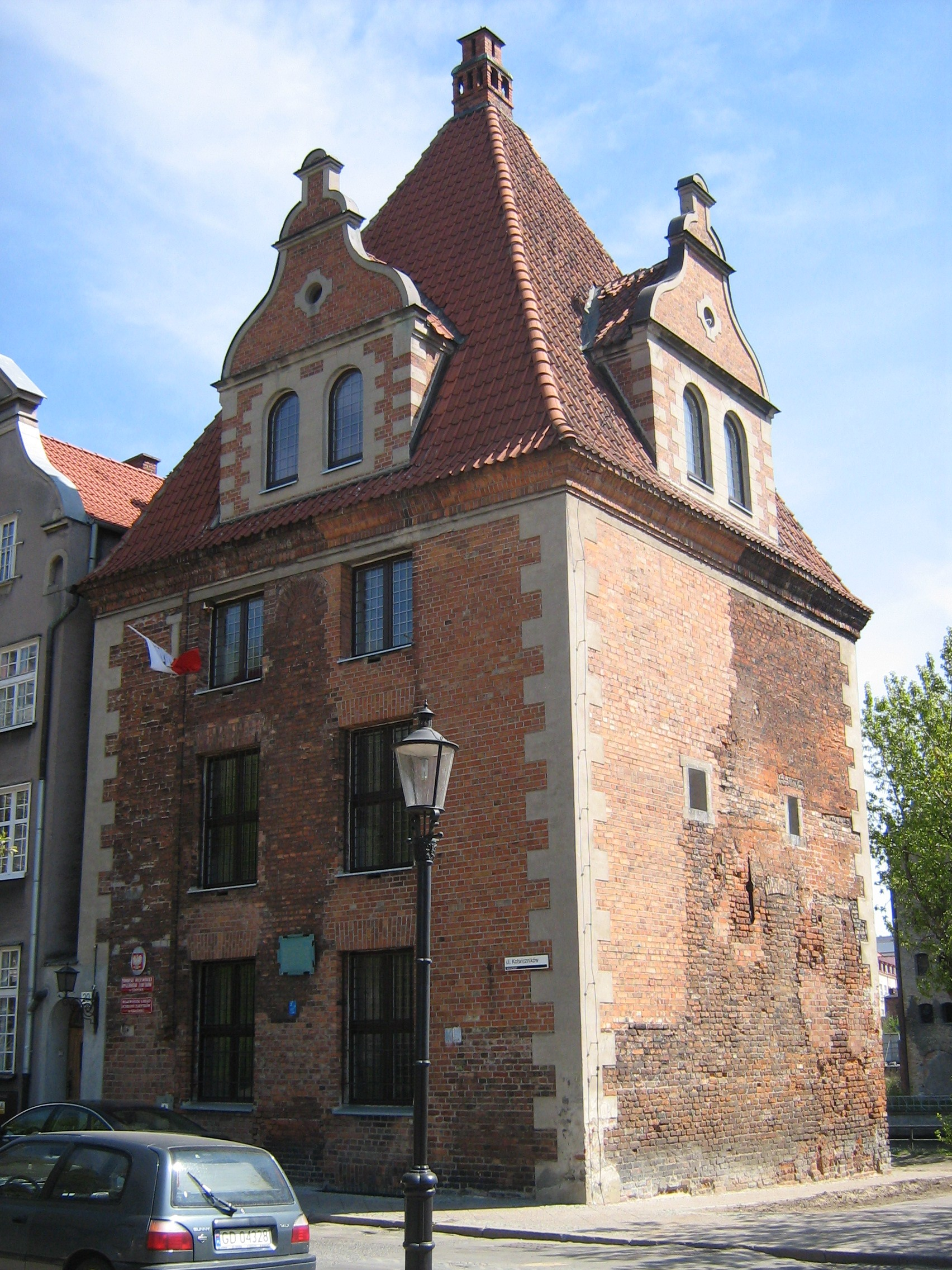
Der Ankerschmiedeturm

Der Ankerschmiedeturm (polnisch Baszta Kotwiczników) ist eine 1361 errichtete Bastei der Danziger städtischen Befestigungsanlagen. Sie befindet sich an der Ankerschmiedegasse (ulica Kotwiczników) unweit des Mottlauufers.
Nach der Vergrößerung des von den Stadtmauern umfassten Geländes verlor der Turm seine militärische Funktion und wurde von Paulus van der Horne 1570–1575 in ein Gefängnis für besonders gefährliche Verbrecher umgebaut.
Während der Kriegsereignisse 1945 wurde der Turm fast vollständig zerstört, wurde 1968–1969 wiederaufgebaut und wurde 1975 zum Sitz der Denkmalpflegebehörde der Woiwodschaft Gdańsk.

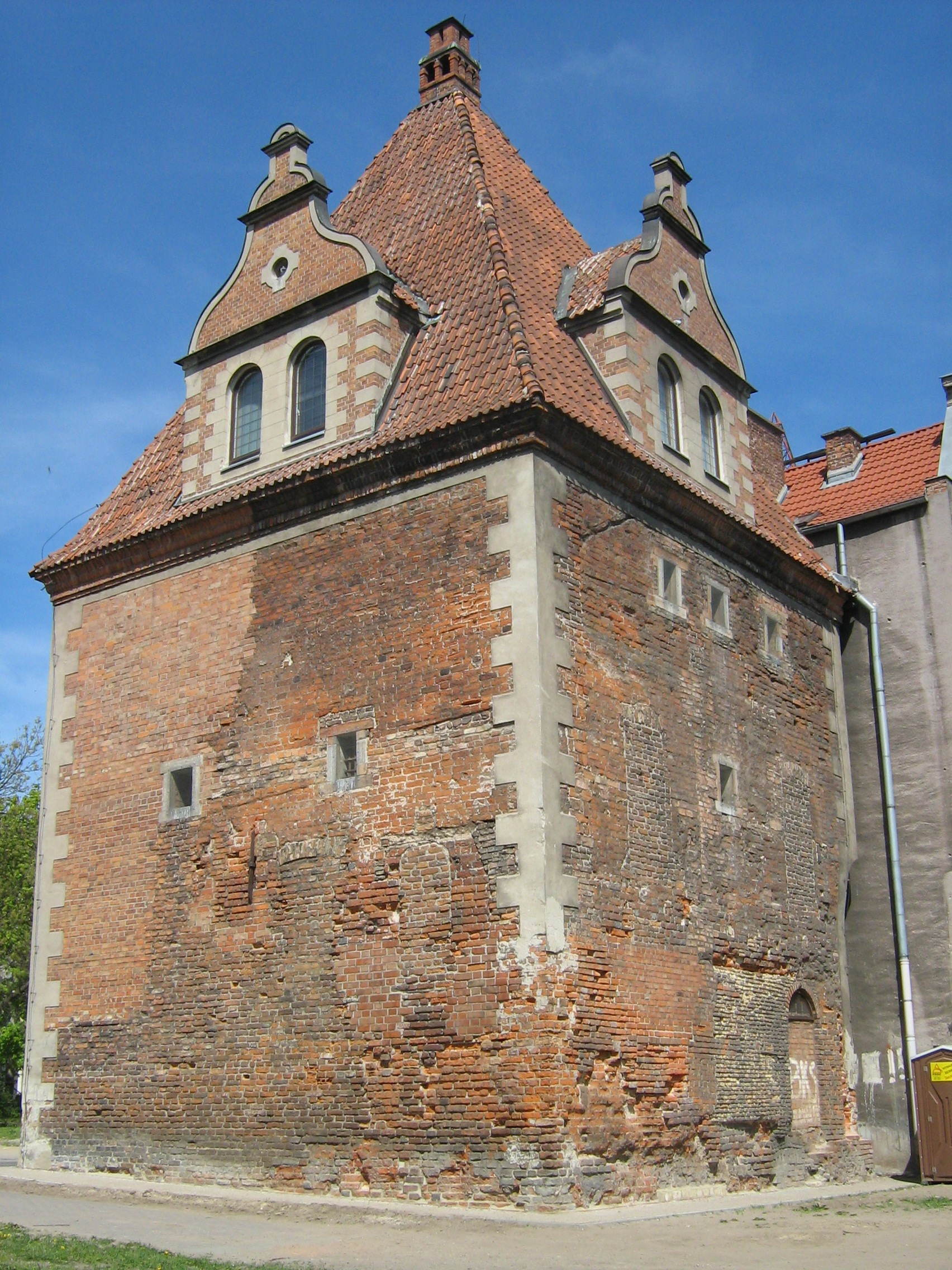
Ankerschmiedeturm von der Mottlau gesehen
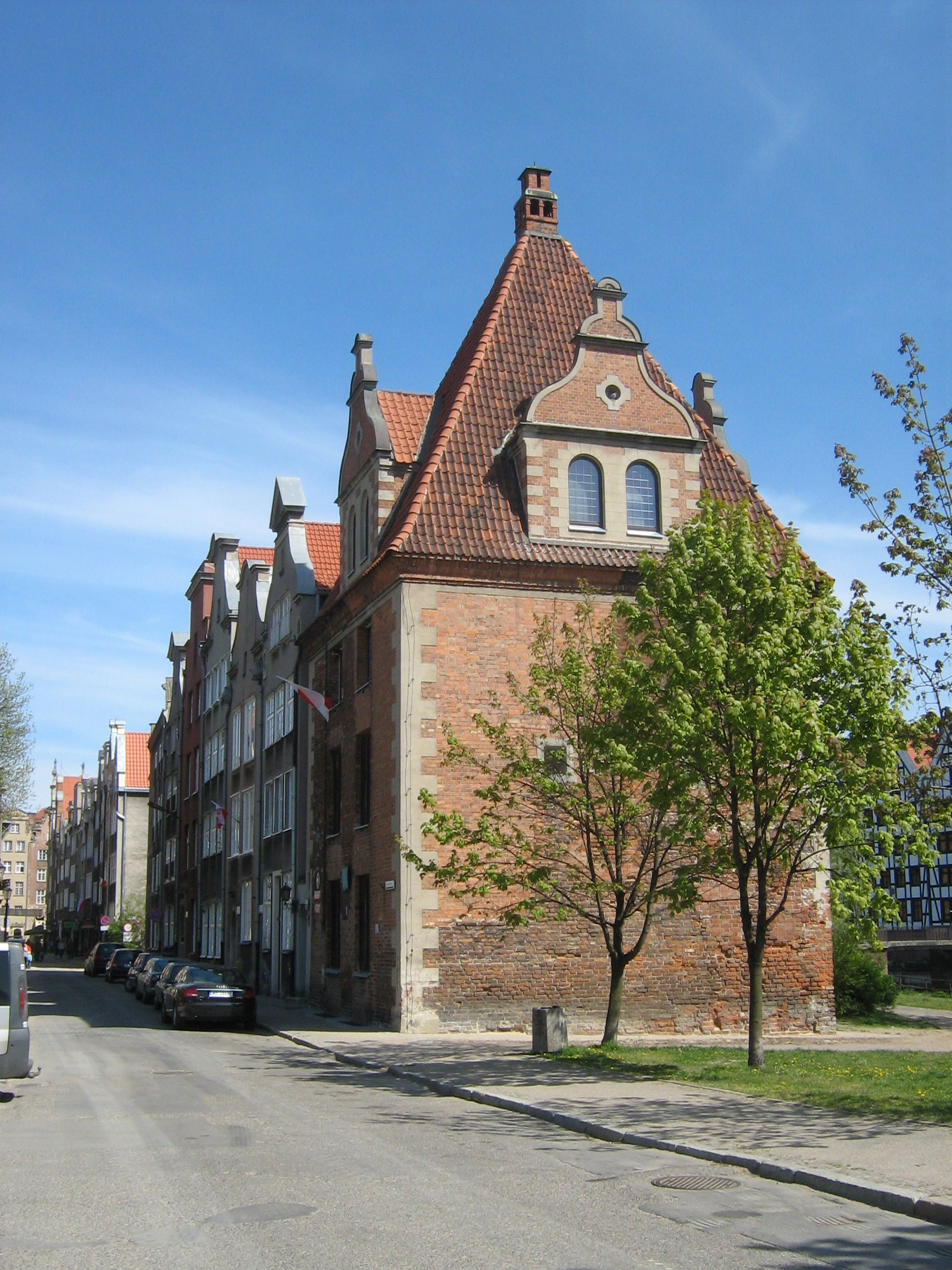
Ankerschmiedeturm in Seitenansicht